# Муканов, Нуржан Нурланович
Нуржан Нурланович Муканов (15 февраля 1968, Целиноград, КазССР — 16 февраля 2020) — казахстанский военный деятель, командующий войсками противовоздушной обороны Сил воздушной обороны Вооруженных Сил Республики Казахстан (2011—2016), генерал-майор.

## Биография
Родился 15 февраля 1968 года в городе Целиноград.
В 1990 году окончил Днепропетровское высшее зенитно-ракетное командное училище противовоздушной обороны.
В 2000 году окончил военную академию противовоздушной обороны им. Г. К. Жукова.
В 2010 году окончил военную академию Генерального штаба Вооруженных Сил Российской Федерации.
16 февраля 2011 года распоряжением Главы государства назначен командующим Войсками противовоздушной обороны Сил воздушной обороны Вооруженных сил.
В 2014 году присвоено звание генерал-майора.
23 декабря 2016 года освобождён от занимаемой должности в связи с переходом на другую должность.
30 декабря 2016 года — приказом Министра обороны Республики Казахстан назначен Начальником главного штаба — первым заместителем главнокомандующего Силами воздушной обороны Вооруженных Сил Республики Казахстан.